# Simon Michaël
Pour les articles homonymes, voir Michaël.
Simon Michaël est un ancien officier de police judiciaire devenu scénariste et acteur français né à Casablanca (Maroc) le 1er mai 1950. Il a collaboré avec Claude Zidi pour les scénarios de nombreux films parmi lesquels Association de malfaiteurs, Ripoux contre ripoux et La Totale, puis avec Pierre Jolivet. Il a travaillé en tant que scénariste sur la série Flics diffusée sur TF1 avec Olivier Marchal, Michel Alexandre et Philippe Isard qui sont eux aussi d'anciens policiers. Avant de devenir scénariste, il a travaillé à la brigade anti-terroriste où sont nées sa rencontre et son amitié avec Olivier Marchal. Il a aussi travaillé à l'office central du banditisme et à la répression du proxénétisme[réf. souhaitée].

## Filmographie sélective
- 1985 : Spécial Police de Michel Vianey
- 1986 : Association de malfaiteurs de Claude Zidi
- 1987 : Le Solitaire de Jacques Deray
- 1987 : Flag de Jacques Santi (+ rôle)
- 1988 : Ripoux contre ripoux de Claude Zidi
- 1991 : La Totale ! de Claude Zidi
- 1993 : Profil bas de Claude Zidi
- 1999 : Ma petite entreprise de Pierre Jolivet
- 2001 : La Boîte de Claude Zidi (co-scénariste et figurant)
- 2002 : Trois Zéros de Fabien Onteniente (collaboration au scénario)
- 2002 : Le Frère du guerrier de Pierre Jolivet
- 2003 : Filles uniques de Pierre Jolivet
- 2003 : Ripoux 3 de Claude Zidi
- 2004 : 36 quai des Orfèvres de Olivier Marchal (figurant)
- 2007 : Je crois que je l'aime de Pierre Jolivet
- 2012 : Une nuit de Philippe Lefebvre
- 2012 : Mains armées de Pierre Jolivet